# Nadèjda Garrel
Pour les articles homonymes, voir Garrel.
Nadèjda Garrel (née Nadine Goldstein le 23 mai 1933 à Courbevoie et morte le 20 août 2003 à Varengeville-sur-Mer) est une écrivaine française, auteure de littérature d'enfance et de jeunesse.

## Biographie
Son père, Emmanuel Goldstein, a été naturalisé français mais est né à Galați, en Roumanie, dans une famille juive. Comme la famille loge près des usines Renault et Citroën, leur quartier est fréquemment bombardé pendant la Deuxième Guerre mondiale. Son père doit porter l'étoile jaune, ce que la petite fille vit comme un signe d'infamie incompréhensible. Il est arrêté au mois de juillet 1944 par Aloïs Brunner lui-même et de jeunes miliciens français. Il est déporté dans le dernier convoi 77 parti de Drancy pour Auschwitz. Personne ne sait ce qu'il est devenu. Nadèjda pense qu'il a été gazé à son arrivée au camp. Sa mère ne lui parle jamais des camps et ce n'est qu'en grandissant qu'elle apprend  petit à petit par elle-même l'horreur de la Shoah. Adolescente, Nadèjda abandonne les études pour le théâtre.
Ses deux premiers romans, écrits en période de chômage, ont été publiés chez Julliard. Elle a écrit deux romans sous le nom de Nadine Berthier : La Vie à l'envers (1959), se rapportant  au drame vécu par elle lors de l'arrestation de son père par la Gestapo, Et tout soleil amer (1968) sur une douloureuse expérience de vie en Colombie, dans le Cundinamarca. Elle a ensuite surtout publié des livres pour la jeunesse aux éditions Gallimard et Nathan. En 1977, elle publie un recueil de récits pour la jeunesse, Au pays du grand condor. Ce livre, qui mêle imaginaire et réalité remporte de nombreux prix et la pousse vers la littérature pour la jeunesse. Les Princes de l'exil, publié en 1984, puis Dans les forêts de la nuit, en 1995, reçoivent également des prix littéraires et la consacre comme une écrivaine de référence.
La Peau du ciel, publié chez Gallimard, est une autobiographie rêvée qui mêle sa propre histoire à des éléments fictionnels. Il raconte l'histoire d'une petite fille pendant l'occupation. Dans une atmosphère angoissante où rien, ni personne n'est nommé, l'héroïne voit le monde se dérober: les voisins distants, les amis menacés, le sang dans les rues vite nettoyé et surtout la disparition du père, la terreur. Le recueil de nouvelles, Ils reviennent, publié en 2002 au Mercure de France, est la continuation de ces mémoires recréées. Il raconte l'histoire du retour des déportés.
Nadèjda Garrel est morte d'un cancer le 20 août 2003. Elle est enterrée dans le cimetière marin de Varengeville-sur-Mer.

## Œuvres
- Au pays du grand condor, 1977.
- Les Princes de l'exil, 1984.
- La Peau du ciel, 1994.
- Dans les forêts de la nuit, 1995.
- Giovanna ou le miracle des eaux, 1998.
- Ils reviennent, 2001.